# 琴湖駅
琴湖駅（クモえき）は大韓民国慶尚北道永川市にある、韓国鉄道公社（KORAIL）の駅である。

## 接続する鉄道路線
韓国鉄道公社　
大邱線　

## 駅構造
島式ホーム1面2線の地上駅である。

## 歴史
- 1918年7月18日：開業[1]。
- 2007年6月1日：旅客取扱中止。
- 2007年11月1日：貨物取扱中止。
- 2011年4月7日：大邱線複線電化工事開始[2]。
- 2017年9月8日：河陽駅 - 永川駅間が新線に切り替え。
- 2020年：大邱線複線電化工事完成予定。

## 隣の駅
韓国鉄道公社　
大邱線（東大邱駅 - 佳川駅間は京釜線）
河陽駅 - 琴湖駅 - 永川駅